# Ildebrando D'Arcangelo
Pour les articles homonymes, voir D'Arcangelo.
Ildebrando D'Arcangelo (né le 14 décembre 1969 à Pescara) est un baryton-basse italien, spécialement connu pour ses rôles du bel canto (Rossini, Bellini, Donizetti). Il a chanté avec beaucoup d'autres stars du monde lyrique, comme Olga Peretyatko ou Luca Pisaroni. Son jeu d'acteur unique et son grand charisme, qu'il met à profit lorsqu'il chante Don Giovanni par exemple, lui ont valu sa célébrité, et aujourd'hui toutes les plus grandes maisons d'opéra, qu'il s'agisse du Wiener Staatsoper ou du Met, en passant par le Royal Opera House, l'invitent à chanter un peu partout dans le monde.

## Biographie
Ildebrando D'Arcangelo commence ses études en 1985 au Conservatoire Luisa D'Annunzio à Pescara, avec Romano Maria Vittoria, puis perfectionne son chant avec Paride Venturi à Bologne.
De 1989 à 1991, il chante au Concorso Internazionale Toti Dal Monte à Trévise, avant de faire ses débuts dans Così fan tutte et Don Giovanni de Mozart. Ses qualités vocales de haut niveau et son physique de jeune premier lui permettent de faire une carrière internationale dans des productions de la Scala de Milan, du Metropolitan Opera de New York, du Royal Opera House de Covent Garden à Londres, de l'Opéra Bastille de Paris, du Lyric Opera of Chicago, du Wiener Staatsoper, du Theater an der Wien, du Gran Teatre del Liceu de Barcelona, et du Festival de Salzbourg. Il chante également sous la direction musicale de chefs réputés, tels que Claudio Abbado, Valeri Guerguiev, Christopher Hogwood, Georg Solti, Bernard Haitink, Riccardo Muti, John Eliot Gardiner, Riccardo Chailly, Myung-Whun Chung, Nikolaus Harnoncourt et Seiji Ozawa.
Pour le label Deutsche Grammophon, Ildebrando D'Arcangelo a enregistré deux albums solo : des airs de Haendel en septembre 2009 et des arias de Mozart en avril 2011.

## Répertoire
Son répertoire comprend essentiellement des rôles d'opéra classique, et notamment :
- Masetto, Leporello, et Don Giovanni (Don Giovanni)
- Figaro, Comte Almaviva  (Les Noces de Figaro)
- Colline (La Bohème)
- Alidoro (La Cenerentola)
- Guglielmo et Don Alfonso (Così fan tutte)
- Bartolo (Le Barbier de Séville)
- Dulcamara (L'elisir d'amore)
- Le comte Rodolfo (La sonnambula)
- Selim (Il turco in Italia)
- Bajazet, (Bajazet de Vivaldi)
- Escamillo (Carmen)
- Ferrando (Il trovatore)

## Discographie

### CD
- Verdi : Otello, dir. Myung-Whun Chung, Deutsche Grammophon 439805, 1994
- Rossini : Armida, dir. Daniele Gatti, Sony Music 58968, 1994
- Mozart : Le nozze di Figaro, dir. Claudio Abbado, Deutsche Grammophon 445903, 1995
- Mozart : Don Giovanni, dir. John Eliot Gardiner, Archiv Produktion (Deutsche Grammophon) 44587, 1995
- Haydn : L'anima del filosofo ossia Orfeo ed Euridice, dir. Christopher Hogwood, L'Oiseau-Lyre 452668, 1997
- Verdi : I Lombardi alla prima crociata, dir. James Levine, Decca 455287, 1997
- Mozart: Don Giovanni, dir. Claudio Abbado, Deutsche Grammophon 457601, 1998
- Verdi : Rigoletto, dir. James Levine, Deutsche Grammophon 447064, 1998
- Puccini : La Bohème, dir. Riccardo Chailly, Decca 466070 et 470624, 1999
- Rossini : Otello, dir. David Parry, Opra Rara 18, 2000
- Verdi : Messa da Requiem, dir. Valeri Guerguiev, Philips 468079 (et DVD 000157119), 2001
- Rossini : Bianca e Falliero, dir. David Parry, Opra Rara 20, 2001
- Verdi : Il trovatore, dir. Antonio Pappano, EMI Classics 57360, 2002
- Puccini : Tosca, dir. Zubin Mehta, Decca 000017112, 2003
- Verdi : Messa da Requiem, dir. Nikolaus Harnoncourt, RCA Victor red seal 61244, 2005
- Vivaldi : Bajazet, dir. Fabio Biondi, Virgin Classics 45676 45676, 2005
- Rossini : Semiramide, dir. Marcello Panni, Nightingale Classics 2070132006, 2006
- Donizetti : L'elisir d'amore, dir. Alfred Eschwé, Virgin Classics 63352, 2007
- Mozart : Le nozze di Figaro, dir. Nikolaus Harnoncourt, Deutsche Grammophon 000987602 et 000987502 (DVD 000817509 et 000879909), 2007
- Mozart : Don Giovanni, dir. Daniel Harding, Deutsche Grammophon 000817509 (Decca DVD 000838309), 2007
- Mozart : Don Giovanni, dir. Riccardo Muti, TDK 2103003, 2007
- Bizet : Carmen, dir. Antonio Pappano, Decca 001216709, 2008
- Bellini : La sonnambula, dir. Alessandro De March, L'Oiseau-Lyre 0012383022009, 2009
- Haendel : Arie italiane per basso, dir. Federico Maria Sardelli, Deutsche Grammophon 000289 477 8361 9, 2009
- Bellini : I puritani, dir. Michele Mariotti, Decca DVD 00044007433515, 2010
- Rossini : Stabat Mater, dir. Antonio Pappano, EMI Classics, 2010
- Mozart : Mozart Arias, Orchestra del Teatro Regio, dir. Gianandrea Noseda, Deutsche Grammophon 000289 477 9297 , 2011

### DVD
- Mozart : Le nozze di Figaro, Chorus and Orchestra of the Teatro alla Scalla, La Scala, Arthaus Musik, 2008
- Bizet : Carmen, The Royal Opera Chorus and The Orchestra of the Royal Opera House, dir. Antonio Pappano, Royal Opera House, Decca, 2008
- Bellini: I Puritani, Orchestra e coro del teatro Comunale di Bologna, dir. Michele Mariotti, Teatro Comunale di Bologna, Decca, 2010
- Donizetti : Anna Bolena, Chor und Orchester der Wiener Staatsoper, dir. Evelino Pido, Wiener Staatsoper, DG, 2011
- Mozart : Don Giovanni, Fondatzione Orchestra Regionale delle Marche, dir. Riccardo Frizza, Sferisterio Opera Festival Macerata, Unitel Classica, 2013
- Verdi : Messa da Requiem, Los Angeles Philharmonic, dir. Gustavo Dudamel, DVD & Blu-ray: 814337011482, 2013
- Donizetti : L'elisir d'amore, Balthasar-Neumann chor und Ensemble, dir. Pablo Heras-Casado, Wiener Staatsoper, DG, 2014